# Esmeralda Fura

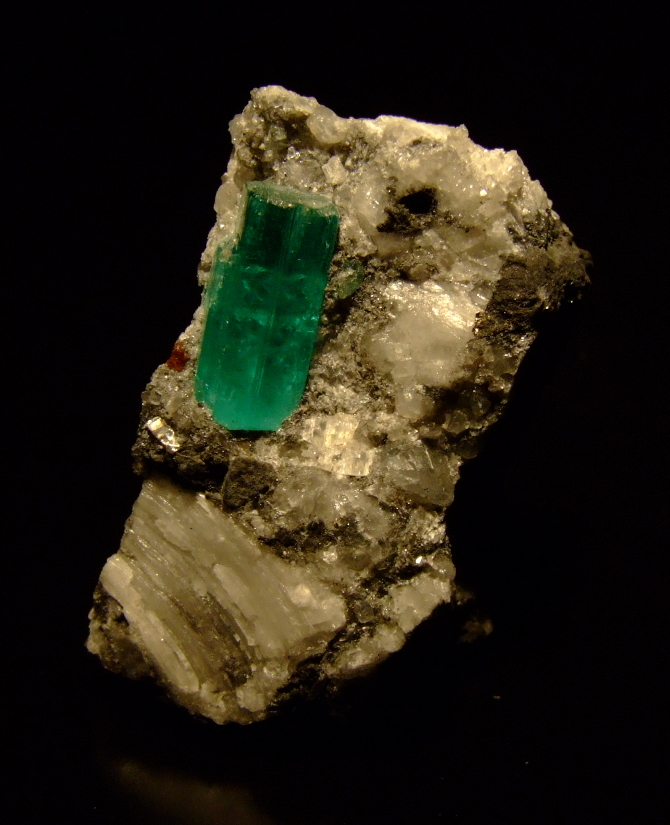
Instantánea de una esmeralda procedente de los yacimientos del municipio de Muzo

Localización del municipio de Muzo en el Departamento de Boyacá, Colombia.

La Esmeralda Fura es la segunda esmeralda más grande del mundo (después de la Esmeralda Teodora), y fue hallada en el año 1999, junto a otra más pequeña conocida como Esmeralda Tena, en una mina situada en las montañas de Muzo, un municipio colombiano, localizado en la provincia de occidente del departamento de Boyacá muy conocido por sus yacimientos esmeraldíferos. Se encuentra a 170 km de Tunja la capital del departamento y a 90 km de Chiquinquirá la capital de la provincia.

## Simbología
La esmeralda fue bautizada con el nombre de Fura inspirándose en una leyenda de los indígenas muiscas, habitantes de las montañas de Muzo, que narra como los hijos de dos caciques de tribus enemigas, llamados Fura y Tena se enamoran en contra de la voluntad de sus familias, y posteriormente tras un desencuentro amoroso, Tena fallece y, según la mitología, los dos amantes se transforman en ríos y montañas de esmeraldas.

## Características
- Forma: Esmeralda.
- Estado: en bruto, sin tallar.
- Color: verde intenso bruto.
- Quilates: 11.000 quilates.[1]
- Peso: 2,2 kilogramos
- Propietario: Compañía Colombiana de Explotaciones Mineras S. A (COEXMINAS S.A.).
- Año de extracción: 1999.